# Lórien (Babylon 5)
Lórien  es un personaje ficticio de la serie de ciencia ficción Babylon 5. Fue interpretado por Wayne Alexander.

## Biografía
Lórien es el ser más viejo de la Galaxia. Es el Primero y pertenece a la raza de los Primeros, una raza inmortal desde su comienzo. Tiene 5 billones de años de edad y es inmortal. Él y su raza viajaron por el espacio cuando las razas antiguas como los Vorlon y las Sombras todavía no habían llegad a las estrellas. Les enseñaron y luego los dejaron para que enseñasen a las razas más jóvenes.
Mientras que su raza se fue, él se quedó en Za'Ha'Dum para observar lo que estaban haciendo los Vorlon y las Sombras respecto a las dos filosofías que les enseñó. Mientras los Vorlons amaban la autoridad y lo predicaban, las Sombras esparcían el caos para llevar así adelante a las razas jóvenes.
Con el tiempo estaba aborrecido por las luchas que estaban llevando a cabo por ello. Las Sombras sabían que estaba en Za'Ha 'Dum y siempre volvían al planeta para mostrarle respeto, pero en sus ojos ya habían dejado de entenderle. Decidió esperar hasta que alguien de las nuevas razas jóvenes lo encontrase para tratar de solucionar el problema de esas guerras y terminar con el círculo vicioso de estas guerras. 
Finalmente John Sheridan, con la ayuda de Kosh, lo encontró allí en el 2261, mientras que Lorien lo salvó, aunque solo pudo salvar su vida de forma parcial. Con él empezó hablar con él sobre el problema. Acordaron juntar fuerzas para detener ambas especies y volvieron a Babylon 5. Con la guerra escalando hasta el punto de que ambos bandos cometían genocidio, Lórien reclutó a las restantes razas antiguas para que se juntasen con las razas jóvenes que estaba reclutando Sheridan y juntos pudieron detener así la guerra en la batalla de Coriana 6. 
Después de ello todas las razas antiguas, incluidas las Sombras y los Vorlons dejaron la galaxia y Lórien los acompañó. Solo volvió para recoger a Sheridan en Coriana 6 en el 2281 cuando iba a morir allí 20 años más tarde y lo llevó consigo hacia los demás.